# Obrót trójkowy

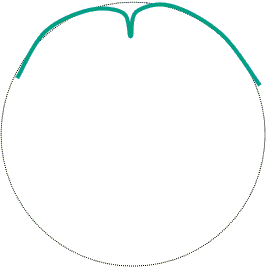
Schemat obrotu trójkowego

Obrót trójkowy (ang. 3 turn) – to jeden z elementów łyżwiarskich zaliczanych do sekwencji kroków. Obrót trójkowy to obrót wykonywany na jednej nodze w którym rysunek jaki tworzy łyżwa przypomina liczbę trzy wykonaną na okręgu. Pozwala to na zmianę kierunku jazdy, zmianę krawędzi łyżwy (z wewnętrzną na zewnętrzną i odwrotnie).